# Somali (tàu frigate Pháp)
Somali (T-53/F03/F703/A607) là một tàu frigate của Hải quân Pháp Tự do hoạt động trong Chiến tranh Thế giới thứ hai, và tiếp tục phục vụ cùng Hải quân Pháp sau chiến tranh. Nó nguyên được chế tạo như là chiếc USS Somali (DE-111), một tàu hộ tống khu trục lớp Cannon của Hải quân Hoa Kỳ nhưng được chuyển giao cho Pháp theo Chương trình Cho thuê-Cho mượn (Lend-Lease) năm 1944 và đổi tên thành Somali (F-3). Nó đã hoạt động cho đến khi chiến tranh kết thúc, tiếp tục phục vụ và đổi tên thành Arago trước khi hoàn trả cho Hoa Kỳ và tháo dỡ vào năm 1972.

## Thiết kế và chế tạo
Lớp Cannon có thiết kế hầu như tương tự với lớp Buckley dẫn trước; khác biệt chủ yếu là ở hệ thống động lực Kiểu DET (diesel electric tandem). Các động cơ diesel đặt nối tiếp nhau dẫn động máy phát điện để cung cấp điện năng quay trục chân vịt cho con tàu. Động cơ diesel có ưu thế về hiệu suất sử dụng nhiên liệu, giúp cho lớp Cannon cải thiện được tầm xa hoạt động, nhưng đánh đổi lấy tốc độ chậm hơn.
Vũ khí trang bị bao gồm ba pháo 3 in (76 mm)/50 cal trên tháp pháo nòng đơn có thể đối hạm hoặc phòng không, một khẩu đội pháo phòng không Bofors 40 mm nòng đôi và tám pháo phòng không Oerlikon 20 mm. Vũ khí chống ngầm bao gồm một dàn súng cối chống tàu ngầm Hedgehog Mk. 10 (có 24 nòng và mang theo 144 quả đạn); hai đường ray Mk. 9 và tám máy phóng K3 Mk. 6 để thả mìn sâu. Con tàu vẫn giữ lại ba ống phóng ngư lôi Mark 15 21 inch (533 mm). Thủy thủ đoàn đầy đủ bao gồm 15 sĩ quan và 201 thủy thủ.
USS Somali được đặt lườn tại xưởng tàu của hãng Dravo Corporation ở Wilmington, Delaware vào ngày 23 tháng 10, 1943 và được hạ thủy vào ngày 12 tháng 2, 1944. Con tàu được chuyển cho Hải quân Pháp Tự do vào ngày 9 tháng 4, 1944 và đổi tên thành Somali (F-3), đặt theo tên người Somali tại thuộc địa Somaliland thuộc Pháp ở châu Phi.

## Lịch sử hoạt động
Trong thành phần Đội đặc nhiệm 80.6, Somali từng tham gia vào Chiến dịch Dragoon, cuộc đổ bộ của lực lượng Đồng Minh lên miền Nam nước Pháp vào ngày 15 tháng 8, 1944. Sau khi Thế Chiến II chấm dứt, nó được phái sang Viễn Đông vào tháng 10, 1945. Con tàu đã tham gia vào cuộc Chiến tranh Đông Dương khi Pháp tìm cách tái chiếm thuộc địa Đông Dương. Nó đã đặt căn cứ tại Sài Gòn và hoạt động tác chiến tại các khu vực Nhà Bè, Soài Rạp và Vàm Cỏ. Vào ngày 25 tháng 1, 1946, con tàu đã tham gia Chiến dịch Gaur.
Quyền sở hữu Somali được Hoa Kỳ chuyển giao cho Pháp vào ngày 21 tháng 4, 1952 trong khuông khổ Chương trình Viện trợ Quân sự. Đến năm 1956, con tàu được tháo dỡ vũ khí để sử dụng làm nền tảng thừ nghiệm; số liệu lườn tàu được đổi thành A607. Tên nó được đổi thành Arago vào ngày 1 tháng 1, 1968. Số phận của con tàu sau đó không rõ, có thể đã bị tháo dỡ.